# Hässleholms centralstation
Hässleholms centralstation (forkortet Hässleholm C) er en svensk jernbanestation i byen Hässleholm i det nordlige Skåne. Stationen ligger på Södra stambanan.

## Trafik
Fra Hässleholm kører der en del forskellige tog. Der kører SJ's InterCity mod Stockholm, SJ Snabbtåg mod Stockholm, Öresundståg mod Alvesta-Kalmar, Öresundståg mod Kristianstad-Karlskrona og Öresundståg mod Malmö-København. Fra Hässleholm kører der også en del Pågatåg. De kører mod Kristianstad, Helsingborg via Åstorp og Malmö via Lund.
| Foregående station    |  | Veolia                       |  | Efterfølgende station        |
| --------------------- |  | ---------------------------- |  | ---------------------------- |
| Höörmod Malmö C       |  | ÖresundstågKalmar            |  | Osbymod Kalmar C             |
| Lund Cmod Malmö C     |  | ÖresundstågKarlskrona        |  | Kristianstadmod Karlskrona C |
| Foregående station    |  | SJ                           |  | Efterfølgende station        |
| Lund Cmod København H |  | X 2000 København - Stockholm |  | Älmhultmod Stockholm C       |

56°9′27″N 13°45′48″Ø / 56.15750°N 13.76333°Ø
| Jernbane | Spire Denne jernbaneartikel er en spire som bør udbygges. Du er velkommen til at hjælpe Wikipedia ved at udvide den. |